# Конюхи (Волынская область)
Конюхи (укр. Конюхи) — село в Локачинской поселковой общине Владимирского района Волынской области Украины.
До 2020 года входило в Локачинский район.
Код КОАТУУ — 0722483901. Население по переписи 2001 года составляет 780 человек. Почтовый индекс — 45550. Телефонный код — 3374. Занимает площадь 3,298 км².